# Familia Jackson
La Familia Jackson es una familia afroestadounidense, que destaca por la música, empezando por el grupo The Jackson 5. Destacan en la familia el rey del pop y la emperatriz del pop Michael Jackson y Janet Jackson quienes han inspirado a una generación completa de artistas.

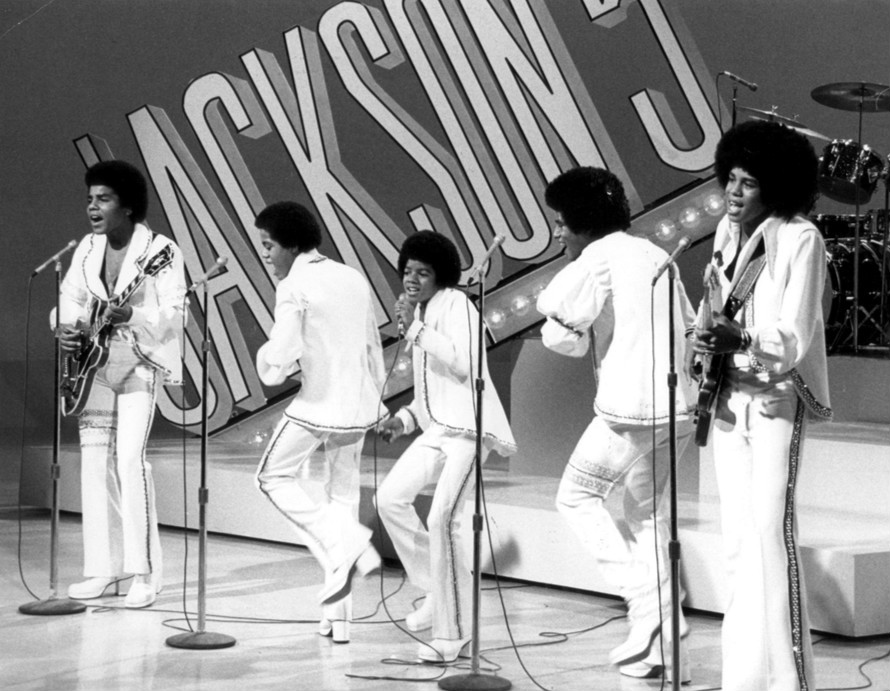
The Jackson Five

La familia tuvo notoriedad mundial tras la creación del grupo Jackson 5, que estaba compuesto por los hijos, Jackie, Tito, Jermaine Jackson, Marlon, Michael, Randy. El éxito del grupo generó el apodo de la Primera Familia del Soul. Después de que el grupo se deshizo, Michael Jackson y Jermaine Jackson, siguieron su carrera en solitario, pero mientras que la de Jermaine no se mantuvo durante mucho tiempo, Michael Jackson se convirtió en una especie de genio revolucionario de la música, aclamado mundialmente como el mayor y más famoso artista de todos los tiempos. Janet Jackson, la pequeña de la familia, también inició una carrera en solitario, y hoy es la tercera cantante más exitosa de la industria discográfica, apenas detrás de Cher y Madonna, ha vendido más de 195 millones de copias. El éxito continuo de las carreras de Michael y Janet como artistas solitarios llevó a los Jacksons a convertirse en conocidos como la "Familia Real del Pop".
Los Jackson han sido objeto de controversias vinculadas al Caso Michael Jackson - Jordan Chandler en 1993. Pero los hechos más polémicos de la vida privada de los Jackson son las acusaciones hechas por los hijos contra el patriarca de la familia, Joseph Jackson, alegando que sufrieron agresiones de su padre cuando eran niños, que fue reportado por Janet, La Toya y Michael. Michael fue muy criticado de muchas cosas, entre ellas su cambio de piel drástico, lo que sufrió en aquellos tiempos fue una enfermedad llamada vitiligo que decolora la piel.
A pesar de estas circunstancias y otros problemas, los Jacksons continuaron siendo una de las más influyentes familias de Estados Unidos y en los últimos años algunos miembros de la familia han sido homenajeados por su trabajo.
En 1997, los Jackson 5 entraron al Rock and Roll Hall of Fame y Michael adquirió otra participación en el hall por su carrera en solitario; Janet también adquirió participación en 2009. Joseph fue reconocido como "el mejor empresario musical de todos los tiempos" por la ciudad de Cleveland en 2002. Michael y Janet también poseen estrellas en el Paseo de la Fama de Hollywood.
El miembro más popular de la familia Jackson era Michael, considerado el Rey del Pop, murió el 25 de junio de 2009, debido a que falleciera por una sobredosis de propofol. Una cantidad suficiente mezclada con otros analgésicos.

## Miembros de la familia

### Progenitores
- Joseph Walter Jackson, más conocido como Joe Jackson, nacido el 26 de julio de 1928 y fallecido el 27 de junio de 2018, fue el patriarca de la familia.
- Katherine Esther Scruse, más conocida como Katherine Jackson, nacida el 4 de mayo de 1930, es la matriarca de la familia.

### Descendientes
- Maureen Reillette Jackson, más conocida como Rebbie Jackson, nacida el 28 de mayo de 1950, cantante.
  - Nathaniel Brown, esposo de Rebbie, casados entre el 30 de noviembre de 1968 hasta su fallecimiento desde 6 de enero de 2013.
    - Stacy Brown-Salas, nacida el 6 de mayo de 1971, cantante que formó junto a su hermana Yashi el grupo X-Girls.
      - London Blue Salas, hijo de Stacy y Rex Salas, nacido el 25 de julio de 2005.

    - Yashi Kareen Brown, nacida el 5 de octubre de 1977, autora, poeta, oradora, filántropa, defensora de la salud mental y cantante que formó junto a su hermana Stacy el grupo X-Girls.
    - Nathaniel Austin Brown, más conocido como Aussie o Auggie, nacido el 22 de noviembre de 1985, cantante y miembro del grupo Home Free.
- Sigmund Esco Jackson, más conocido como Jackie Jackson, nacido el 4 de mayo de 1951, cantante y músico que formó parte de los Jackson 5.
  - Enid Arden Spann, casados el 24 de noviembre de 1974 y divorciados desde 9 de enero de 1986.
    - Sigmund Esco Jackson Jr., más conocido como Siggy o DealZ, nacido el 29 de junio de 1977, rapero y cantante.
      - Jared Esco Jackson, hijo de Siggy y Toyia Parker, nacido el 19 de julio de 2011.
      - Kai-Ari Jackson, hija de Siggy y Toyia Parker, nacida el 22 de febrero de 2014.
      - Skyy Okhi Enid Jackson, hija de Siggy y Toyia Parker, nacida el 25 de agosto de 2018.
      - Anai Icon Katherine Jackson, hija de Siggy y Toyia Parker, nacida el 8 de marzo de 2020.

    - Brandi Jackson, nacida el 6 de febrero de 1982, fotógrafa.

  - Emily Besselink, casados desde el 21 de julio de 2012.
    - Jaylen Milan Jackson, gemelo de River, nacido el 31 de diciembre de 2013.
    - River T Jackson, gemelo de Jaylen, nacido el 31 de diciembre de 2013.
- Toriano Adaryll Jackson, más conocido como Tito Jackson, nacido el 15 de octubre de 1953 y fallecido el 15 de septiembre de 2024, fue un cantante y guitarrista que formó parte de los Jackson 5.
  - Delores Vilma Martes, más conocida como Dee Dee, casados el 16 de junio de 1972 y divorciados desde el 16 de septiembre de 1988.
    - Toriano Adaryll Jackson Jr., más conocido como Taj, nacido el 4 de agosto de 1973, cantante que forma un grupo junto a sus hermanos llamado 3T.
      - Taylor Aurora Sco Jackson, hija de Taj y Thayana Sco, nacida el 21 de noviembre de 2018.
      - Toria Katherine Sco Jackson, hija de Taj y Thayana Sco, nacida el 5 de mayo de 2021.
      - Tylee Delores Sco Jackson, hija de Taj y Thayana Sco, nacida el 17 de julio de 2023.

    - Taryll Adren Jackson, nacido el 8 de agosto de 1975, cantante que forma un grupo junto a sus hermanos llamado 3T.
      - Bryce Connor Jackson, hijo de Taryll y Breana Cabral, nacido el 20 de febrero de 2008.
      - Adren Michael Jackson, hijo de Taryll y Breana Cabral, nacido el 17 de febrero de 2011.

    - Tito Joe Jackson, más conocido como TJ, nacido el 16 de julio de 1978, cantante que forma un grupo junto a sus hermanos llamado 3T.
      - Royal Tito Joseph "Ro Ro" Jackson, hijo de TJ y Frances Casey, nacido el 23 de octubre de 1999.
      - Delores Dior "Dee Dee" Jackson, hija de TJ y Frances Casey, más conocida como Dee Dee, nacida el 20 de marzo de 2008.
      - Dallas Jordan "Jo Jo" Michael Jackson, hija de TJ y Frances Casey, más conocida como Jo Jo, nacida el 30 de noviembre de 2010.
      - Rio Tito Joe Jackson, hijo de TJ y Frances Casey, nacido el 10 de marzo de 2015.

  - Mujer desconocida
    - Tanay Rodney Jackson, nacida el 9 de marzo de 1984.
- Jermaine La Jaune Jackson, más conocido como Jermaine Jackson, nacido el 11 de diciembre de 1954, cantautor y bajista que formó parte de los Jackson 5. Desarrolló una breve pero exitosa carrera como solista.
  - Hazel Gordy, hija de Berry Gordy, fundador de Motown Records. Primera exesposa, casados el 15 de diciembre de 1973 y divorciados desde el 25 de enero de 1988.
    - Jermaine La Jaune Jackson Jr., más conocido como Jay, nacido el 27 de enero de 1977.
      - Soltan Soul Jackson, hijo de Jay y Asa Soltan Rahmati, nacido el 20 de enero de 2017.

    - Autumn Joi Jackson, nacida el 16 de junio de 1978.
    - Jaimy Jermaine Jackson, nacido el 17 de marzo de 1987.

  - Margaret Maldonado, segunda exesposa.
    - Jeremy Maldonado Jackson, nacido el 26 de diciembre de 1986.
    - Jourdynn Michael Jackson, nacido el 5 de enero de 1989.
      - Bobbi Le Roux Jackson, hija de Jourdynn y Marike Le Roux, nacida el 30 de noviembre de 2017.

  - Alejandra Genevieve Oaziaza (nacida el 19 de marzo de 1969), tercera exesposa, antes casada con Randy, casados el 18 de marzo de 1995 y divorciados desde el 19 de noviembre de 2003.
    - Donté Williams Jackson, adoptado, nacido el 13 de junio de 1992.
    - Jaafar Jeremiah Jackson, nacido el 25 de julio de 1996, cantante.
    - Jermajesty Jermaine Jackson, nacido el 7 de octubre de 2000.

  - Halima Rashid, cuarta exesposa, casados el 11 de agosto de 2004 y divorciados desde el 28 de noviembre de 2016 y No tiene hijos.
  - Mujer desconocida
    - Dawn Jackson, nacida el 6 de marzo de 1984.
- La Toya Yvonne Jackson, más conocida como LaToya Jackson, nacida el 29 de mayo de 1956, es una cantautora, música, autora, celebrity, actriz, mujer de negocios, activista y exmodelo.
  - Jack Leon Gordon, casados el 5 de septiembre de 1989 y divorciados el 3 de marzo de 1998.
- Marlon David Jackson, gemelo de Brandon, más conocido como Marlon Jackson, nacido el 12 de marzo de 1957, es un cantante y bailarín que formó parte de los Jackson 5.
  - Carol Ann Parker, casada con Marlon desde el 16 de agosto de 1978.
    - Valencia Caroline Jackson, nacida el 18 de diciembre de 1976.
      - Noah David Laniak, hijo de Valencia y Chris Laniak, nacido el 18 de agosto de 2006.
      - Sophia Caroline Laniak, hija de Valencia y Chris Laniak, nacida el 11 de noviembre de 2007.

    - Brittny Shauntee Jackson, nacida el 4 de septiembre de 1978.
      - Phoenix Robert Sánchez, hijo de Brittny y Mario Sánchez, nacido el 27 de julio de 2010.
      - Savanna Bella Sánchez, hija de Brittny y Mario Sánchez, nacida el 2 de septiembre de 2011.
      - Summer Blue Sánchez, hija de Brittny y Mario Sánchez, nacida el 27 de agosto de 2014.
      - Scout Brittny Sánchez, hija de Brittny y Mario Sánchez, nacida el 2 de agosto de 2018.

    - Marlon David Jackson Jr., nacido el 23 de septiembre de 1981, rapero.
- Brandon David Jackson, gemelo de Marlon, nacido y fallecido el 12 de marzo de 1957.
- Michael Joseph Jackson, más conocido como Michael Jackson o MJ, nacido el 29 de agosto de 1958 y fallecido el 25 de junio de 2009. Fue un cantautor, bailarín, productor, coreógrafo, compositor, actor, director, hombre de negocios y filántropo que formó parte de los Jackson 5. Es considerado como una de las figuras más importantes, influyentes y mediáticas en la historia de la música, con más de 300 millones de álbumes vendidos verificados (y una cifra estimada aún mayor), reconocido como el Rey del Pop y respetado y homenajeado por artistas de todas las generaciones.
  - Lisa Marie Presley (nacida el 1 de febrero de 1968), única hija del fallecido Rey del Rock, Elvis Presley. Casados el 26 de mayo de 1994 y divorciados desde 1 de mayo de 1996.
  - Deborah Jeanne Rowe, más conocida como Debbie Rowe (nacida el 6 de diciembre de 1958), casados el 15 de noviembre de 1996 y divorciados desde el 14 de abril de 2000.
    - Michael Joseph "Prince" Jackson Jr., más conocido como Prince, nacido el 13 de febrero de 1997. Su padre escogió como sus padrinos a los actores Elizabeth Taylor y Macaulay Culkin.
    - Paris-Michael Katherine Jackson, nacida el 3 de abril de 1998,  modelo, actriz, activista y cantante. Comparte los mismos padrinos con Prince.

  - Fecundación in vitro
    - Prince Michael Jackson II, conocido como Bigi y antiguamente Blanket por la prensa (manta o sábana en español, debido a un incidente poco tiempo después de nacer), nacido el 21 de febrero de 2002.
- Steven Randall Jackson, más conocido como Randy Jackson, nacido el 29 de octubre de 1961, cantante y músico que formó parte de los Jackson 5.
  - Eliza Shaffy, casados el 20 de mayo de 1989 y divorciados desde el 16 de diciembre de 1991.
    - Stevanna Shaffy Jackson, más conocida como Billie Bodega, nacida el 17 de junio de 1990, actriz y cantante.

  - Alejandra Genevieve Oaziaza, ex-amante, después exnovia de Randy, después casada y divorciada con Jermaine.
    - Genevieve Katherine Jackson, más conocida como Genevieve Jackson, nacida el 3 de diciembre de 1989, gerente creativa.
    - Steven Randall Jackson Jr., más conocido como Randy Jackson Jr., nacido el 2 de octubre de 1992, actor, director, productor y modelo.
- Janet Damita Jo Jackson, más conocida como Janet Jackson, nacida el 16 de mayo de 1966, es una cantautora, bailarina, actriz, productora, coreógrafa, autora, modelo, mujer de negocios y filántropa. Es considerada una de las más importantes figuras de la música y una de las mujeres más exitosas en la industria del espectáculo mundial.
  - James Curtis DeBarge, más conocido como James DeBarge, casados el 7 de septiembre de 1984 y anulado desde el 13 de noviembre de 1985.
  - René Elizondo, Jr., casados el 31 de marzo de 1991 y divorciados el 25 de octubre de 2000.
  - Jermaine Dupri Mauldin, más conocido como Jermaine Dupri, pareja entre 2003 y 2009.
  - Wissam Al Mana, casados el 24 de noviembre de 2012 y separado desde 10 de abril de 2017.
    - Eissa Al Mana, nacido el 3 de enero de 2017.

### Extramatrimonial
- Joh'Vonnie Nakia Jeboo Jackson, más conocida como Joh'Vonnie Jackson, hija de Joe Jackson y Cheryle Ann Terrell, nacida el 30 de agosto de 1974.
  - Alvin Golden, pareja entre 1991 y 1996.
    - Yasmine Zaaharah Jackson, nacida el 6 de abril de 1995.

## En la cultura popular
Michael Jackson: La vida de un ídolo es un documental sobre la vida del destacado miembro de la familia, Michael y Janet Jackson ha inspirado a la nueva generación de artistas así como Beyonce, Britney Spears, Christina Aguilera, Bruno Mars, Rihanna, Lady Gaga entre otros.

## Proyectos importantes de la familia
- The Jackson 5, después nombrado como The Jacksons, el primer grupo de la familia.
- 3T, grupo formado por los hijos de Tito Jackson.